# Peter Heilrath

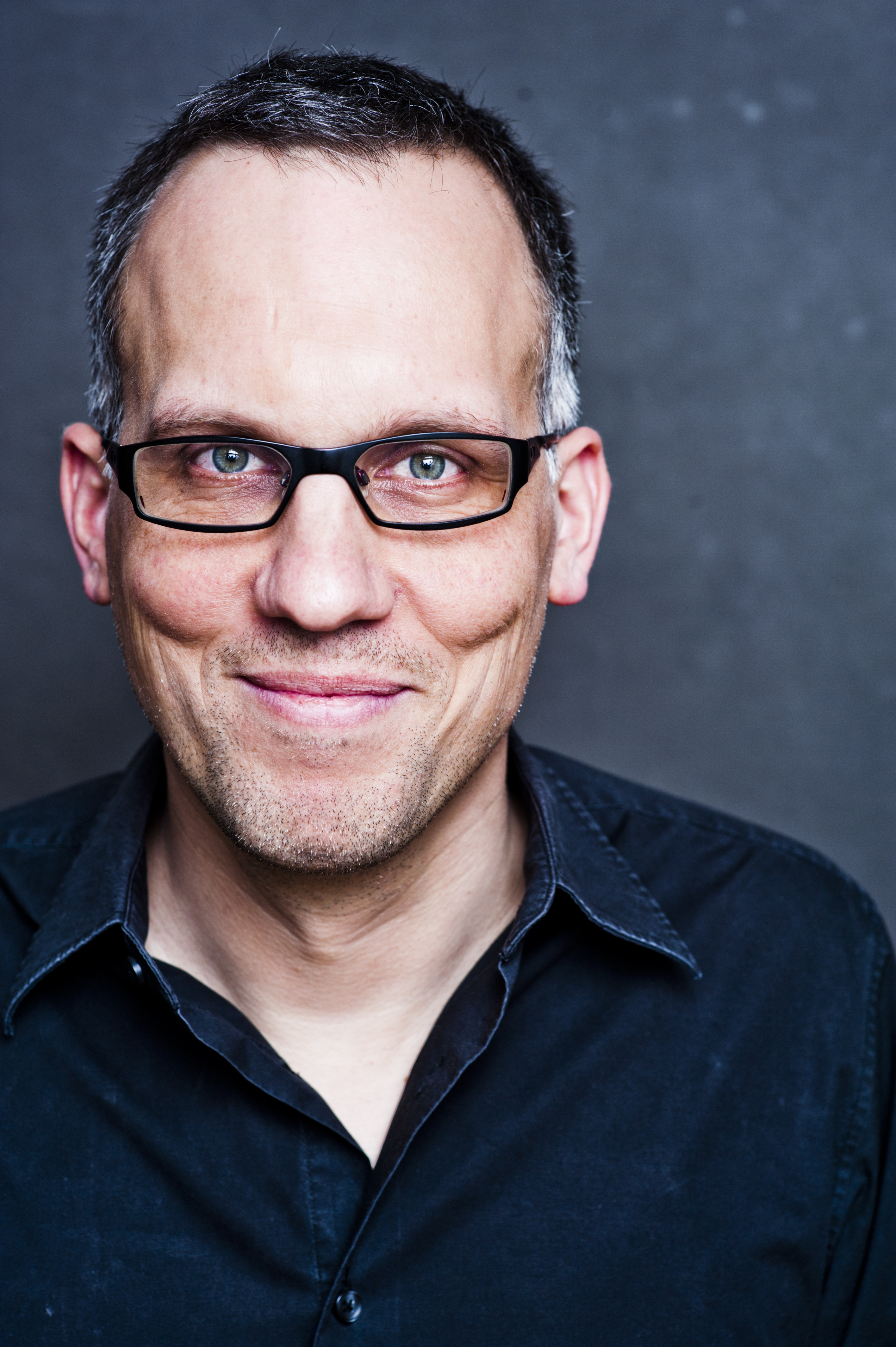
Peter Heilrath

Peter Heilrath (* 2. April 1969 in München) ist ein deutscher Filmproduzent, Rechtsanwalt und Politiker (Bündnis 90/Die Grünen).

## Leben
Peter Heilrath wuchs in München, Gilching, Bern und Brüssel auf. Er studierte an der Ludwig-Maximilians-Universität und schloss beide juristische Staatsexamina ab. Neben seiner Arbeit als Rechtsanwalt und nach der Anstellung in verschiedenen Filmproduktionsfirmen begann er 2001 mit der eigenen Produktion von Spielfilmen. Erste Erfolge hatte er mit „Schläfer“, der 2005 auf dem Filmfest Cannes in der Reihe „Un Certain Regard“ gezeigt wurde und „Der Räuber“, der im Wettbewerb der Berlinale 2010 lief.
Peter Heilrath hat zwei Töchter.

## Filmographie (Auswahl)
- 2013 und morgen mittag bin ich tot
- 2012 Die Frau von früher
- 2010 Der Räuber
- 2005 Schläfer

## Auszeichnungen/Nominierungen
- 2013 Fernsehpreis der Deutschen Akademie der Darstellenden Künste für Die Frau von früher[2]
- 2014 Nominiert für den Grimme-Preis für Die Frau von früher[3]
- 2011 Nominiert für den Österreichischen Filmpreis für Der Räuber[4]
- 2010 Nominiert für den Goldenen Bären für Der Räuber[5]

## Politik
Heilrath ist seit 2009 Mitglied der Partei Bündnis 90/Die Grünen. Seit 2015 ist er Sprecher der bayerischen außenpolitischen Arbeitsgemeinschaft der Grünen.
Am 19. Oktober 2016 wurde er zum Bundestagskandidaten der Grünen für den Wahlkreis München-Süd (Wahlkreis 219) für die Bundestagswahl 2017 gewählt.

## Mitgliedschaften
Heilrath ist Mitglied der deutschen, österreichischen und europäischen Filmakademien und der Münchner Rechtsanwaltskammer.